# Gábinin kouzelný domek
Gábinin kouzelný domek (v originále Gabby's Dollhouse) je americký seriál pro předškolní děti kombinující prvky počítačové animace s hranými scénami. Pro Netflix ho vytvořily ho Traci Paige Johnson a Jennifer Twomey a premiérový díl byl odvysílán 5. ledna 2021. Děj pojednává o dívce jménem Gábi, která se umí kouzelně zmenšit a následně se vydává na dobrodružství s kočičími kamarády obývajícími její kouzelný domek pro panenky. 

## Děj
Gábinin kouzelný domek obsahuje prvky navržené pro interakci s divákem.
Každá epizoda začíná hranou scénou, ve které si Gábi hraje ve svém pokoji. Kočičí poštou dostane balíček, jehož obsah jí prozradí, na jaké dobrodružství se má nachystat. Následně si nasadí svou čelenku s kočičími oušky a spolu se svým plyšákem Pandym se zmenší a objeví se v animované podobě v domečku pro panenky. 
V kouzelném domku se nachází sedm základních místností, kde se odehrávají jednotlivá dobrodružství. V každé z místností bydlí jedna Gábinina kočka:
- Koupelna, kde Rybočka (v originále MerCat) provádí vědecké experimenty na téma „lázně“.
- Ložnice, kde Válečka (v originále Pillow Cat) vypráví příběhy s ponaučením.
- Dílna, kde Krabička (v originále Baby Box) a její rodina ukazují návody na DIY výrobky.
- Vílí zahrada, kde se Víla Kočička (v orginále Kitty Fairy) stará o kouzelné rostliny.
- Kuchyně, kde Dortě (v originále Cakey) vaří a peče svačinky a dezerty.
- Hudební pokoj, kde DJ Kocour (v originále DJCatnip) vyučuje hře na hudební nástroje.
- Herna, kde Autěna (v originále Carlita) vybízí ke sportu a hrám.

Na konci každé epizody následuje segment, ve kterém je vybrána „kočka dne“, která osobně interaguje s divákem. 

## Postavy
- Gábi (dabuje Silvia Matičková)[3] je dvanáctiletá dívka vlastnící kouzelnou čelenku, díky které se dokáže zmenšit na velikost hračky.
- Floyd je Gábinina skutečná mourovatá kočka, která se objevuje v hraných částech seriálu.
- Pandy Ťapka (dabuje Tobiáš Freja)[3] je napůl kočka a napůl panda, je Gábininým nejlepším přítelem. V hraných scénách je plyšovou hračkou, ale ožije, když se Gábi zmenší a přemístí do domečku.
- Autěna (dabuje Tereza Martinková)[3] je napůl kočka a napůl auto, jezdí po domku a ráda hraje hry.
- Dortě (dabuje Magdalena Müller)[3] je napůl kočka a napůl cupcake, rádo připravuje sladké svačiny a v citovém vypětí je schopné rozhazovat po okolí cukrové zdobení.
- DJ Kocour nosí třpytivou mikinu a pomocí svých dlouhých nohou hraje na různé hudební nástroje.
- Krysour (dabuje Robin Pařík)[3] je napůl kočka, napůl krysa. Má rád cokoli třpytivého a často hraje roli zloducha.
- Válečka (dabuje Klára Nováková)[3] je napůl kočka, napůl polštář. Ráda vypráví příběhy a nepohrdne odpočinkem.
- Víla Kočička (dabuje Anežka Saicová)[3] umí létat a pečuje o svou kouzelnou zahradu. Zahradní kouzla dělá ocasem nebo konví.
- Rybočka (dabuje Vendula Příhodová)[3] je napůl kočka a napůl mořská panna. Baví ji dělat vědecké experimenty.
- Krabička (dabuje Barbora Mašková)[3] je malá kočička vyrobená z kartonové krabice. Ráda něco vyrábí, často s pomocí své maminky Krabice (dabuje Anežka Saicová)[3].

## Přijetí
Seriál byl v roce 2021 nominován na cenu Kidscreen. Ve stejném roce také produkční společnost vydala řadu hraček s tematikou seriálu. Za epizodu „Cakey's Cupcake Cousins“ byl seriál nominován v kategorii Nejlepší animovaný televizní seriál pro předškoláky na 50. ročníku Annie Awards.